# Bari (thành phố)
Bari ([ˈbaːri] listenⓘ) (phương ngữ Bari: Bare; tiếng Latinh: Barium; tiếng Hy Lạp cổ: Βάριον, Bárion) là thủ phủ của vùng Apulia, nằm kế biển Adriatic, tại Ý. Đây là trung tâm kinh tế quan trọng thứ hai ở đất liền Nam Ý sau Napoli, và là một thành phố cảng và đại học nổi tiếng. Nội ô thành phố có dân số 319.579, rộng hơn 116 kilômét vuông (45 dặm vuông Anh), còn đô thị có 700.000 dân. Vùng đô thị rộng hơn có khoảng 1,3 triệu người.
Bari được tạo nên từ nhiều mảng đô thị khác nhau. Ở mạn bắc là khu phố cổ trên một bán đảo giữa hai hải cảng hiện đại, với Vương cung Thành đường Thánh Nicholas, Thành thờ lớn San Sabino (1035–1171) và lâu đài Hohenstaufen (được xây cho Frederick II). Ở mạn nam là phố Murat (theo tên Joachim Murat), phần lõi hiện đại của thành phố, với một promenade (phố đi bộ cạnh bờ biển) và khu mua sắm lớn (via Sparano và via Argiro).

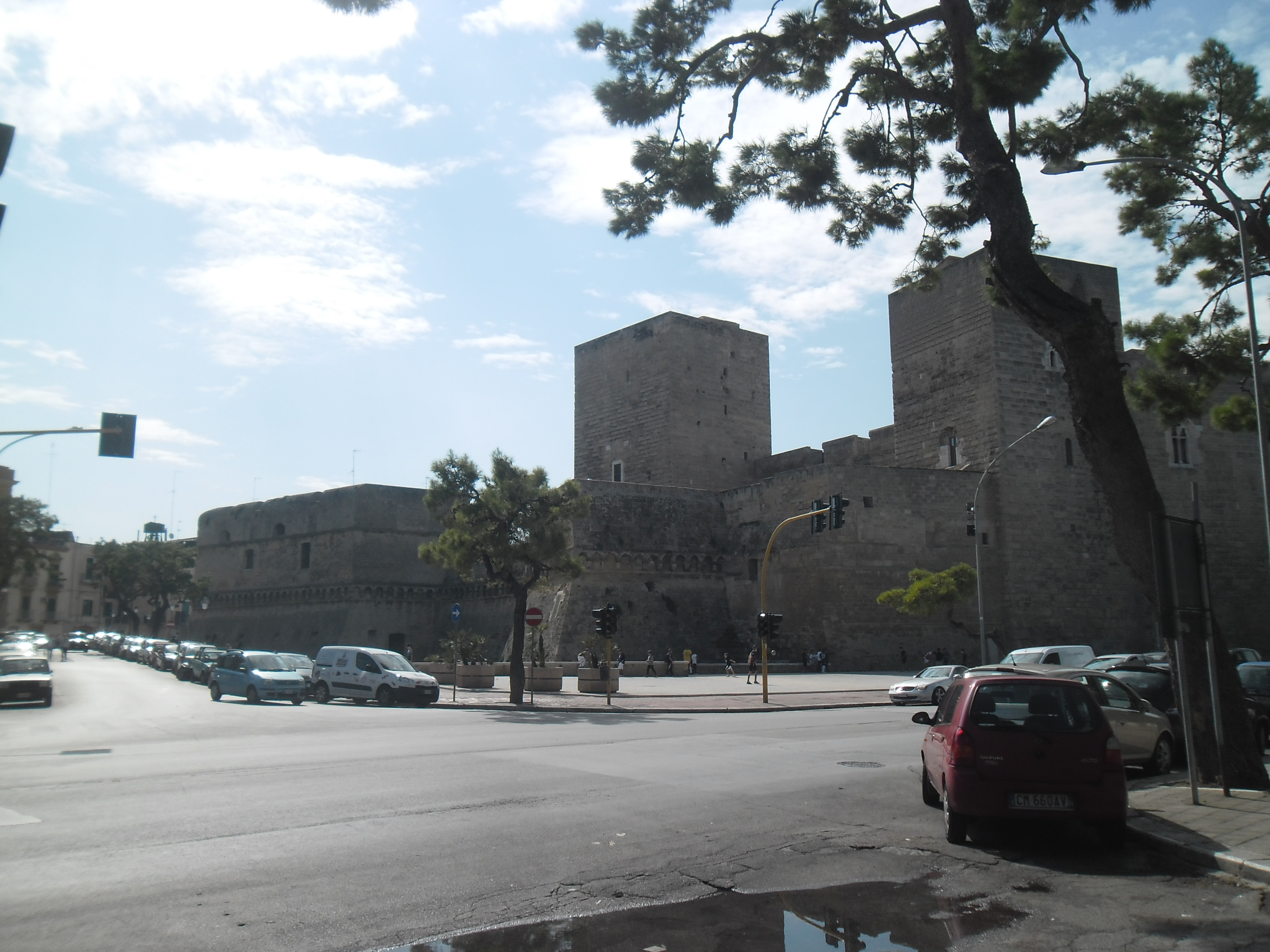
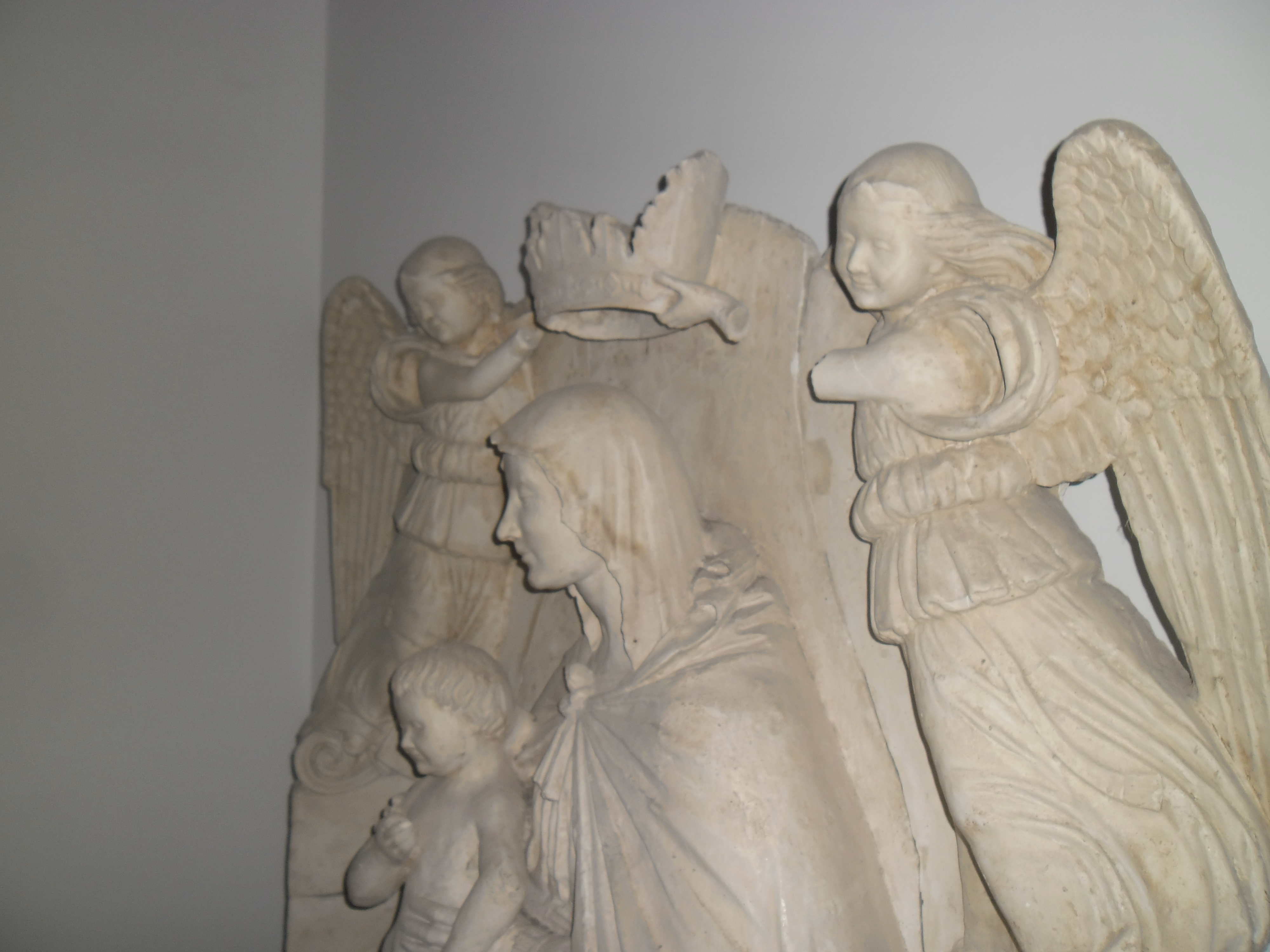
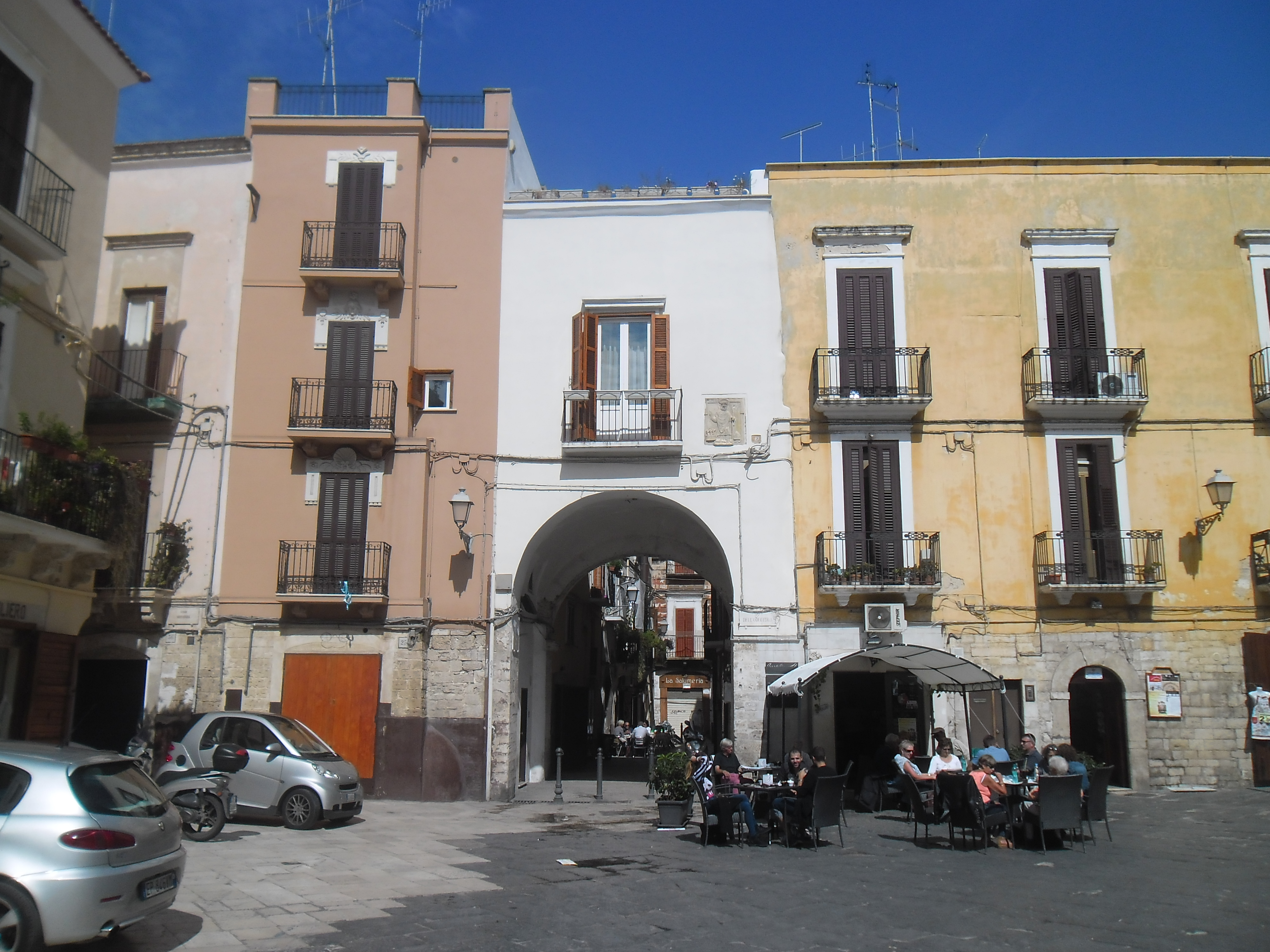
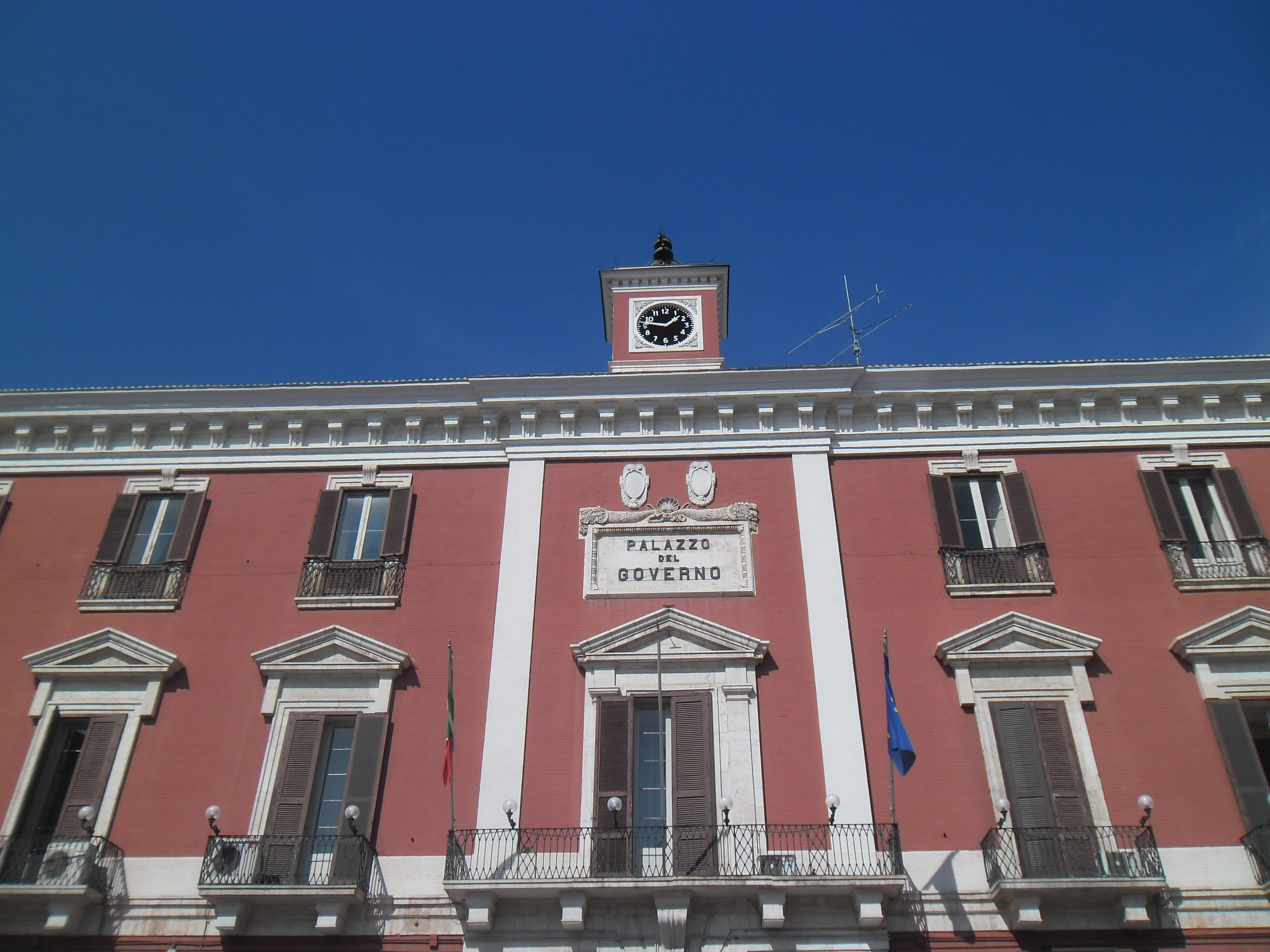
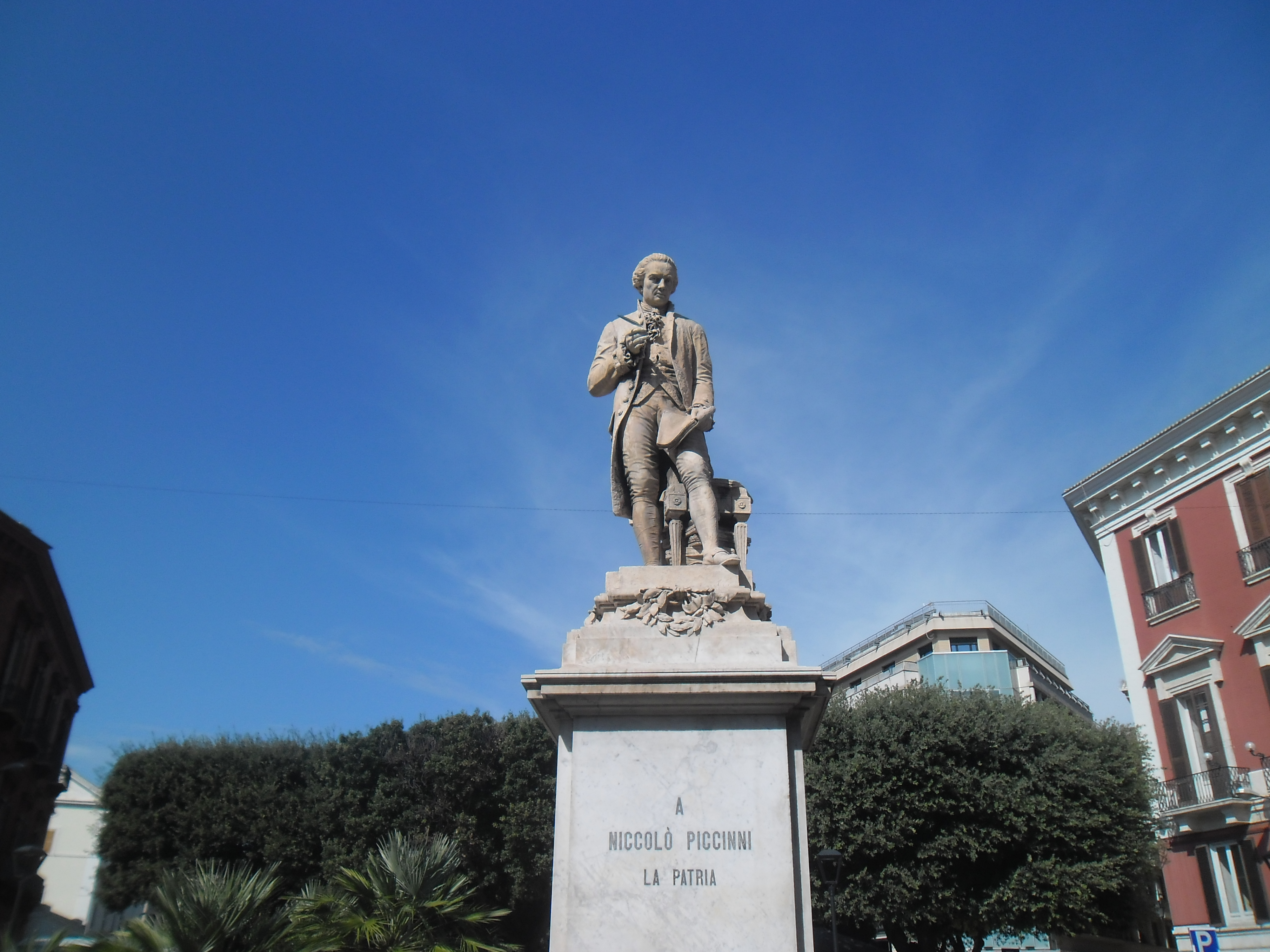
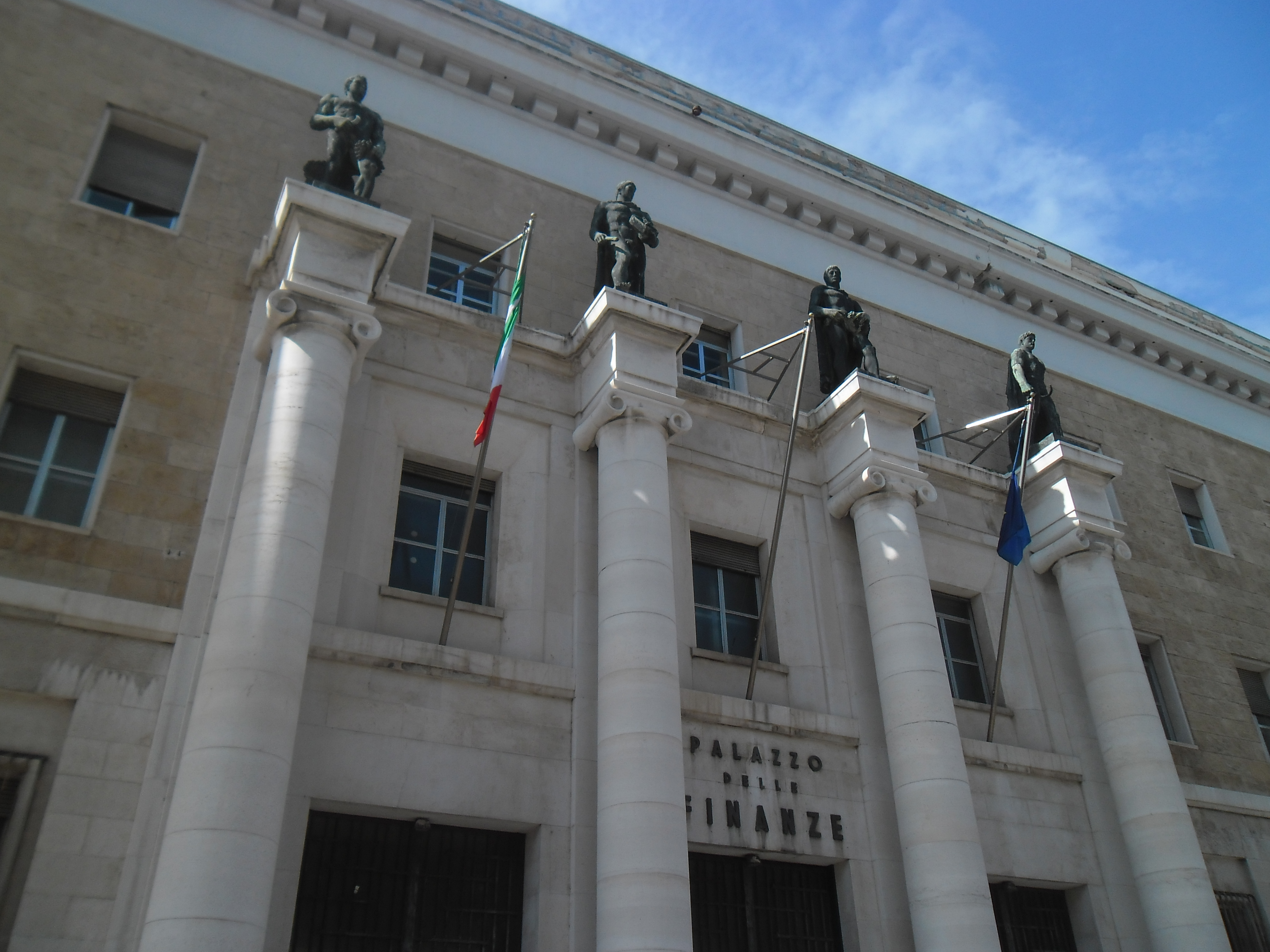
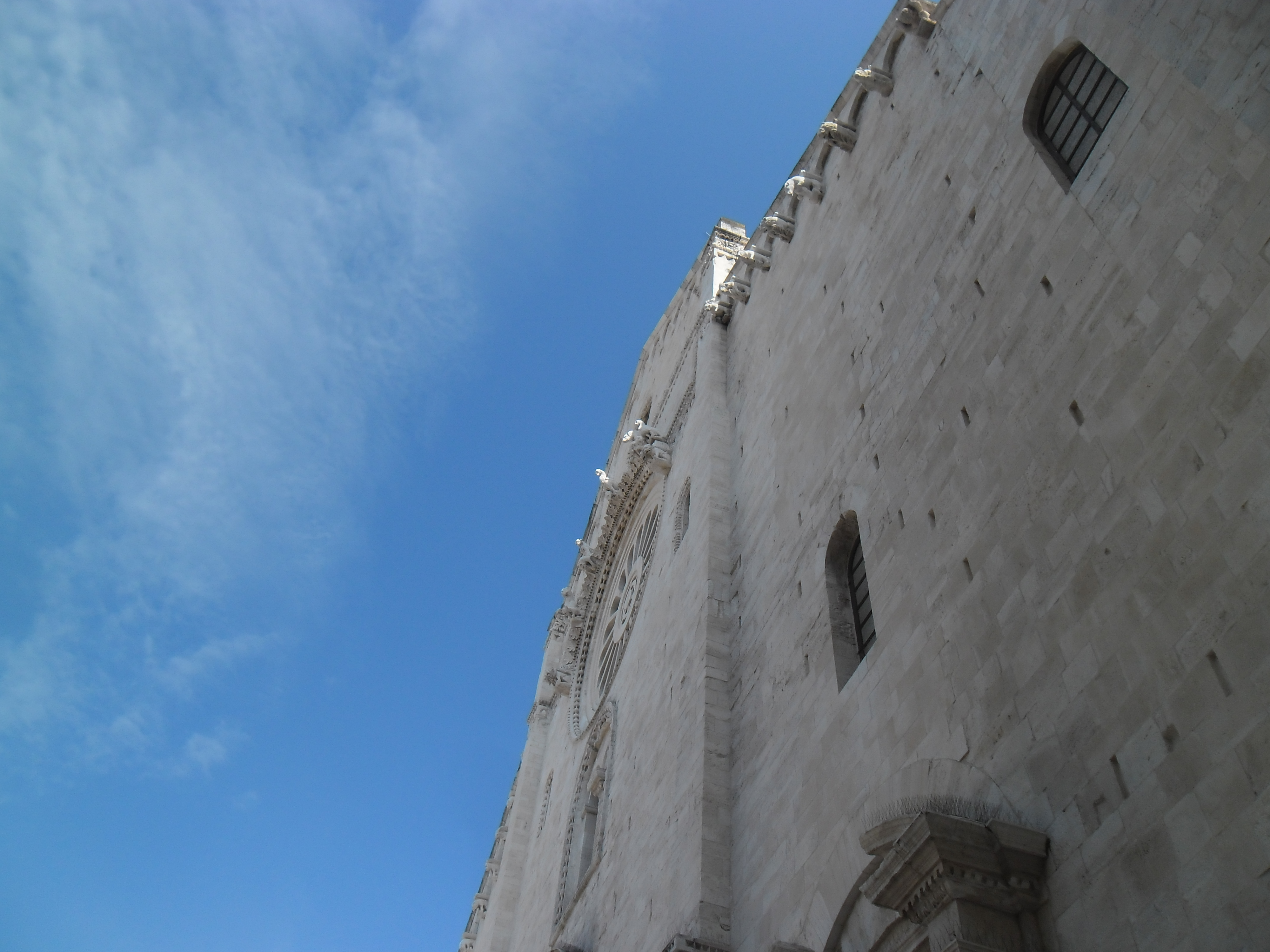
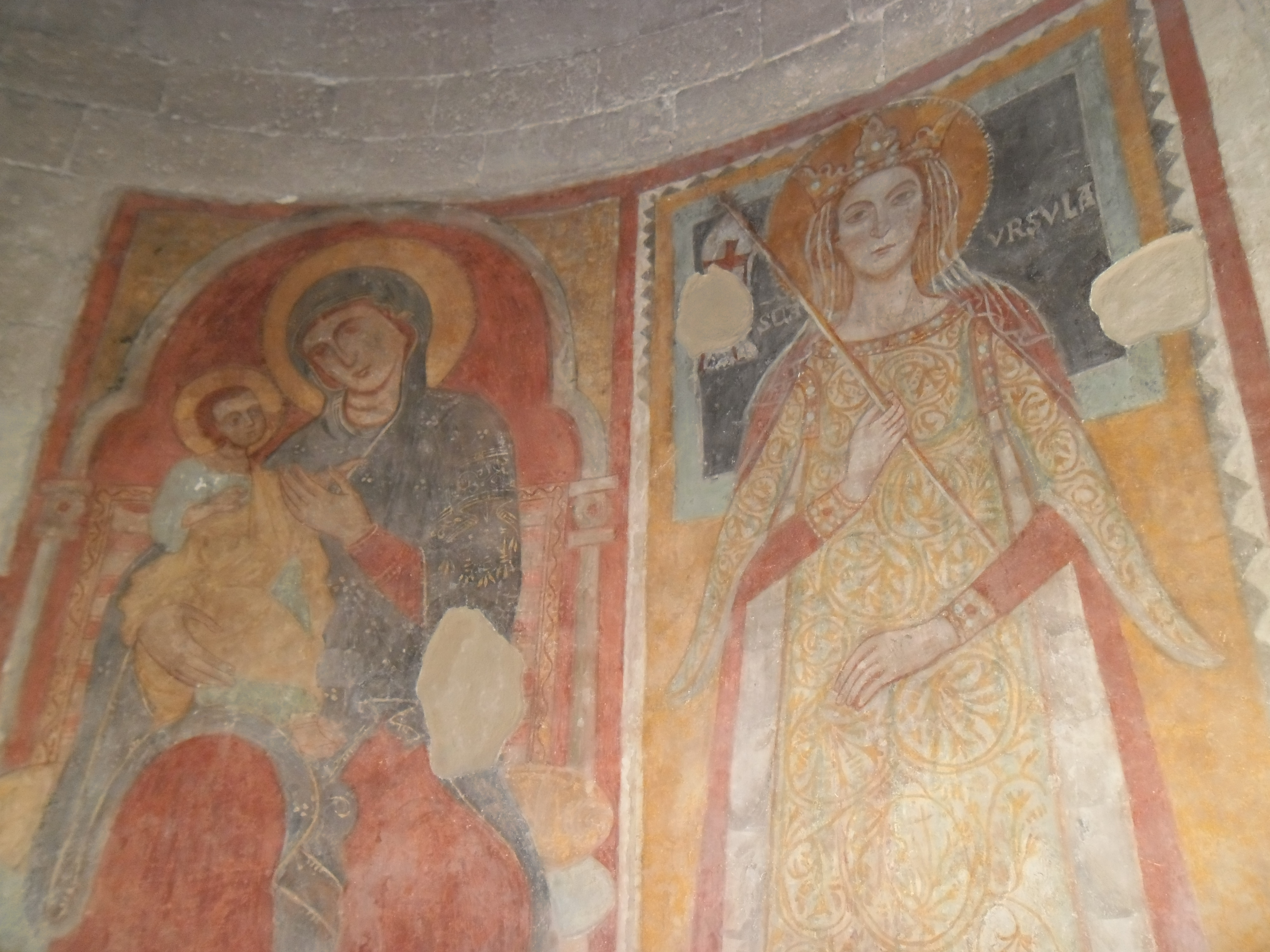
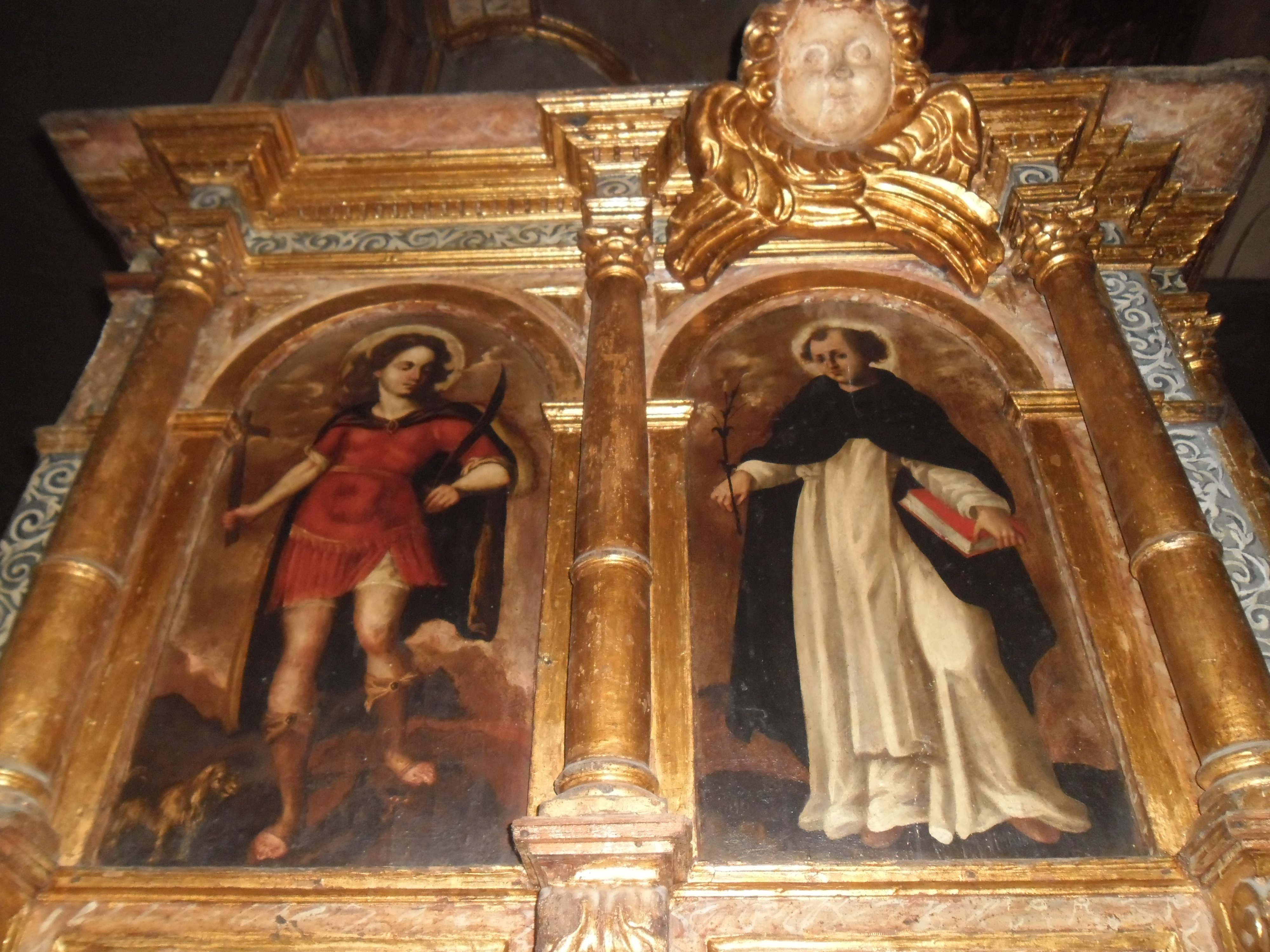
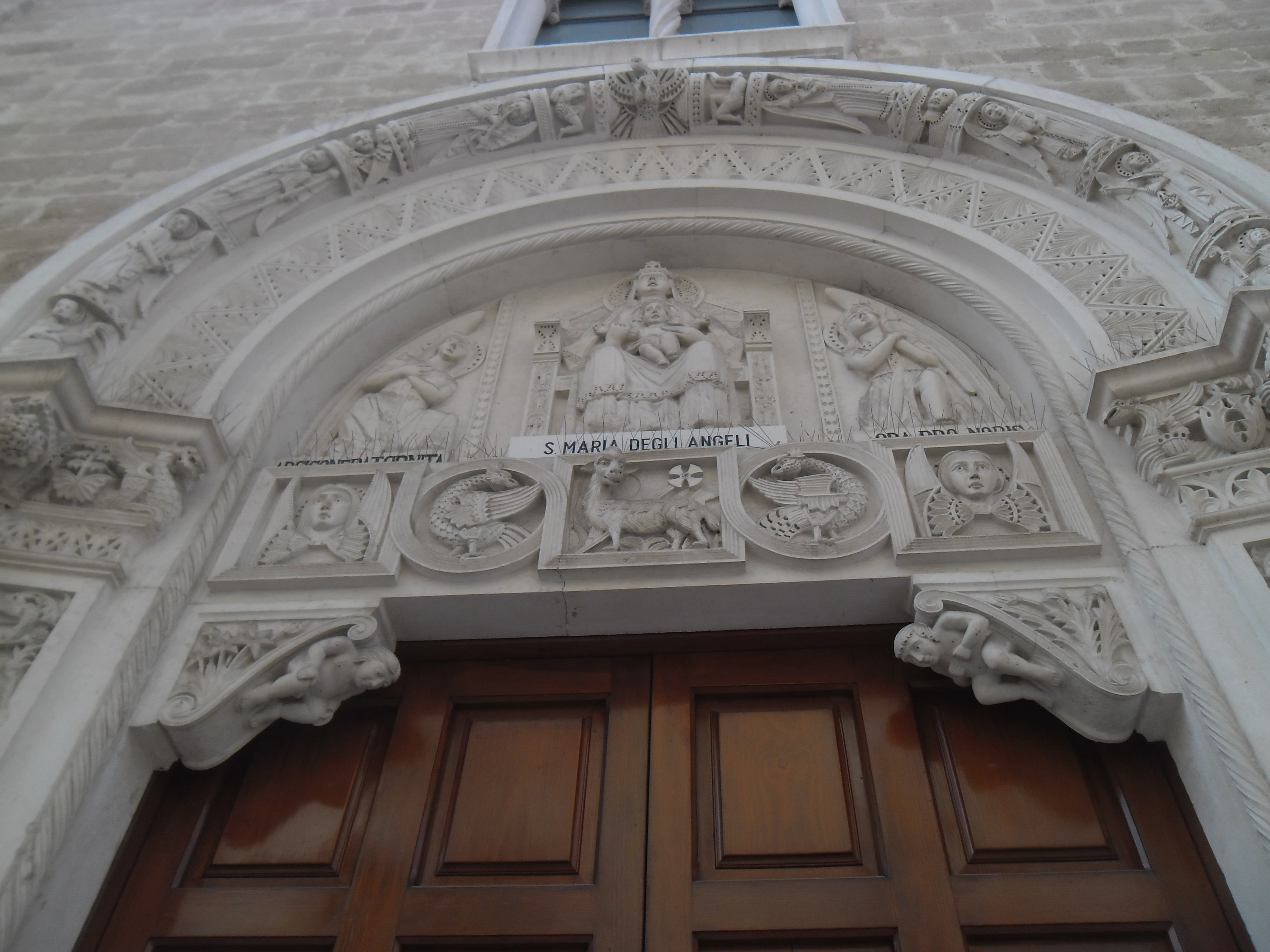
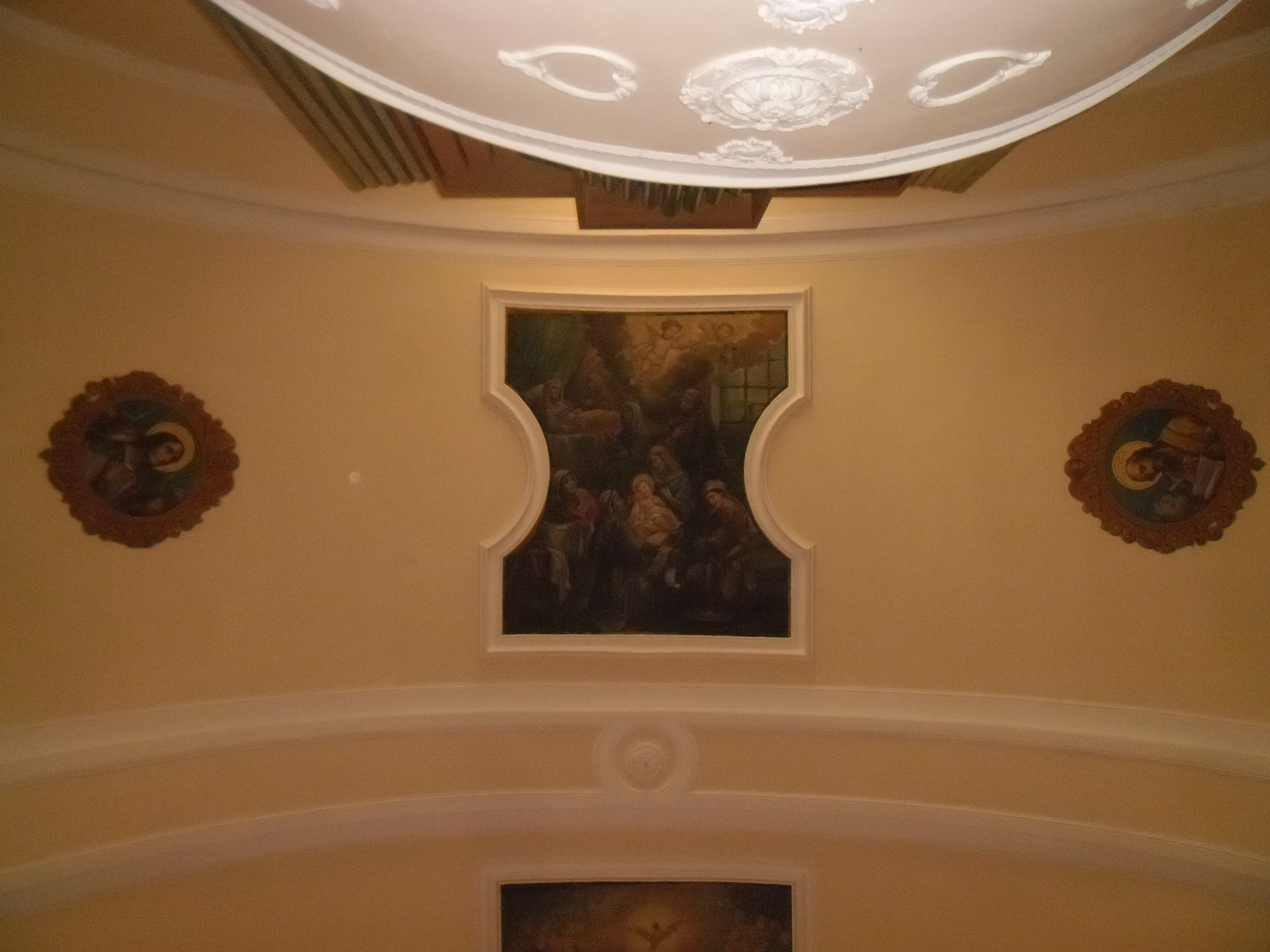
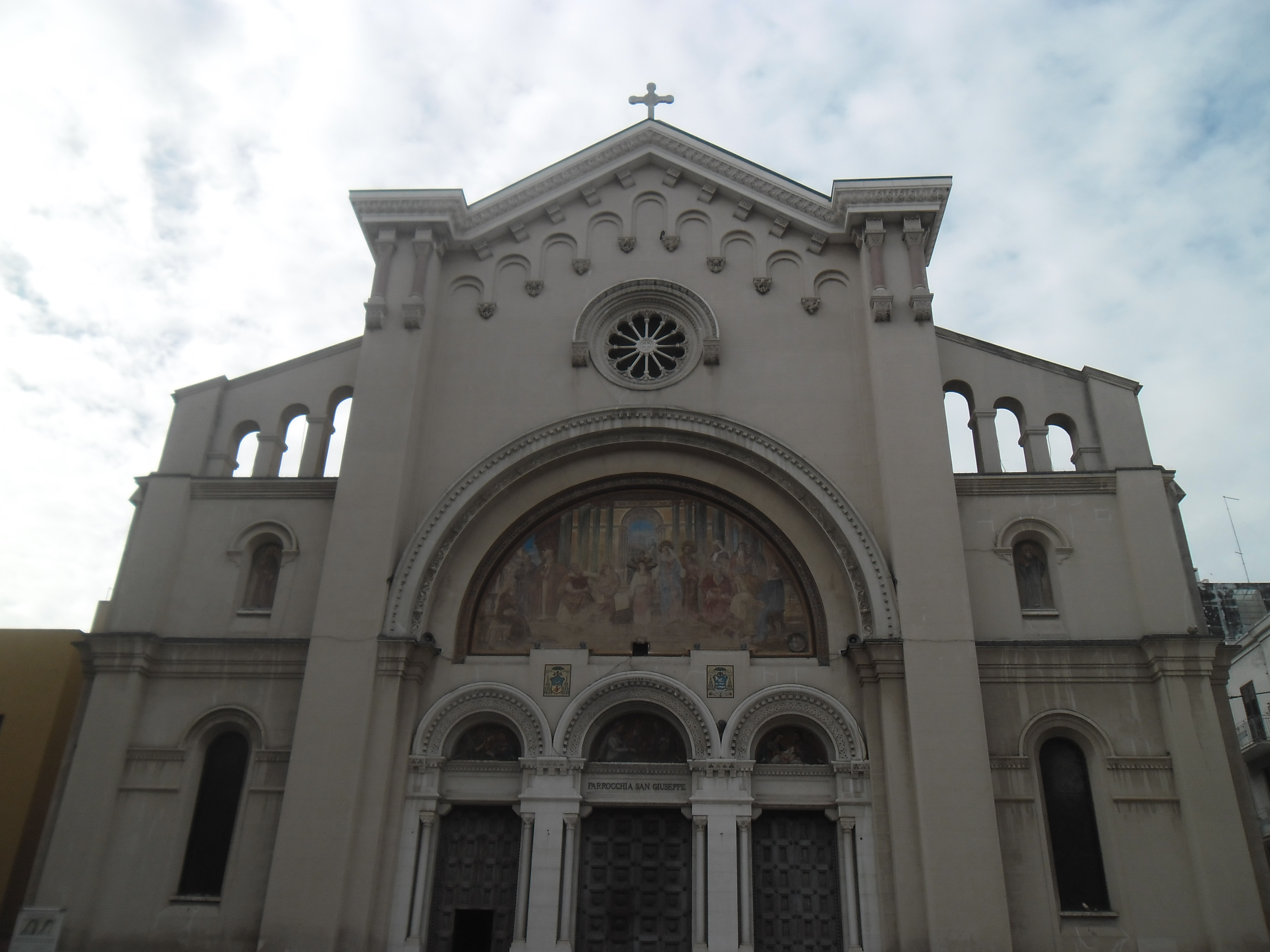
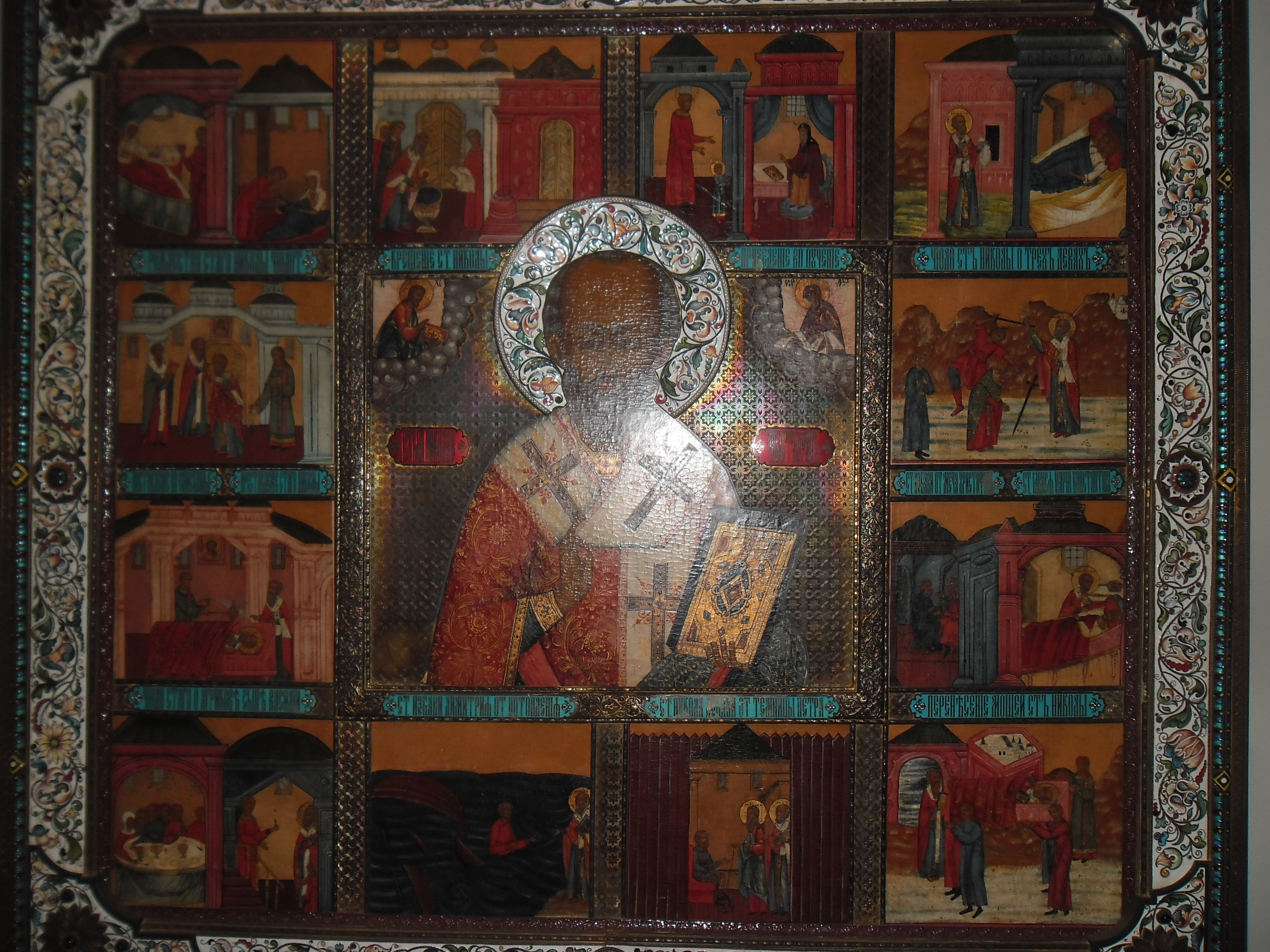
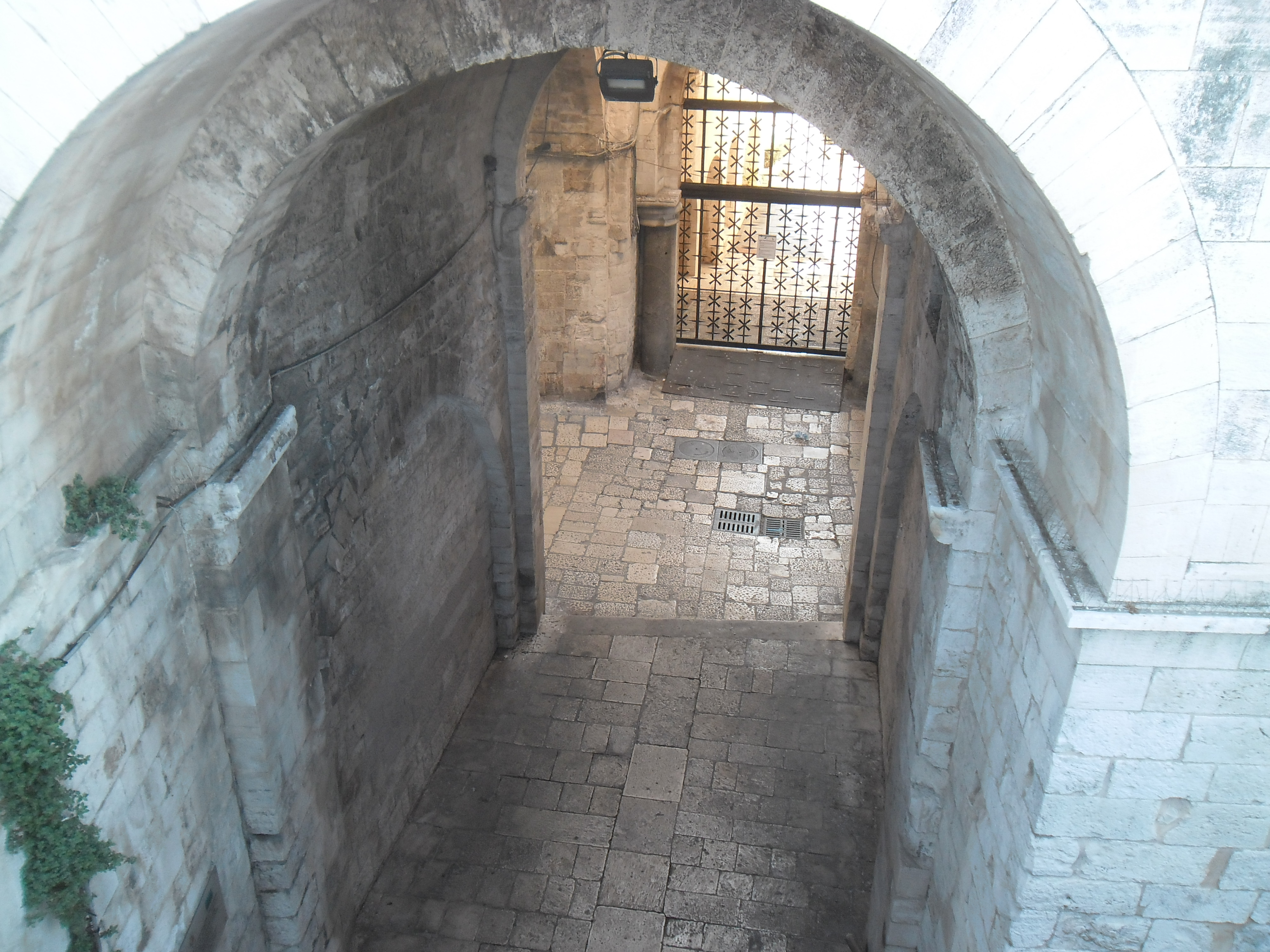